# Whole Lotta Love/Ramble On
Whole Lotta Love/Ramble On è un singolo discografico della band britannica Led Zeppelin, pubblicato nel 1970 in Turchia.

## Tracce
1. Whole Lotta Love – 5:33 (Robert Plant, Jimmy Page, John Paul Jones)
2. Ramble On – 4:24 (Robert Plant e Jimmy Page)

## Formazione
- Robert Plant – voce
- Jimmy Page – chitarra
- John Paul Jones – basso
- John Bonham – batteria